# María Elena Olivares
María Elena Olivares (Veracruz, 1935) es una primera actriz mexicana de teatro, cine y televisión, conocida por aparecer en series televisivas como Capadocia (2008), Drenaje profundo (2011) y Huérfanas (2011). Hizo su debut en Hollywood con la cinta dirigida por Zoë Kravitz, Blink Twice (2024).
Olivares creció en Veracruz, dónde comenzó a actuar. A los 10 años se muda a la Ciudad de México e ingresa al programa "La Legión de los madrugadores" de la XEQ.

## Filmografía

### Televisión
| Año       | Título                  | Papel                | Notas |
| --------- | ----------------------- | -------------------- | ----- |
| 1996-1997 | Nada personal           | Extra                |       |
| 1997      | Al norte del corazón    | Extra                |       |
| 1999      | Cuentos para solitarios | Madre Remigio        |       |
| 2002      | Daniela                 | Nilda Morelos        |       |
| 2006      | Marina                  | Doña Ruperta         |       |
| 2007      | Lo que la gente cuenta  | Señora               |       |
| 2008      | Capadocia               | Fermina              |       |
| 2008      | Contrato de amor        | Refugio              |       |
| 2010      | Vidas robadas           | Fausta               |       |
| 2011      | Drenaje profundo        | Abuela               |       |
| 2011      | Huérfanas               | Doña Chonita         |       |
| 2016      | Un día cualquiera       | Lourdes / Doña Chana |       |

### Cine
| Año  | Título                               | Papel            | Notas              |
| ---- | ------------------------------------ | ---------------- | ------------------ |
| 1998 | ¡Que vivan los muertos!              | Mujer            |                    |
| 2004 | Cero y van 4                         | Beata 1          |                    |
| 2005 | El violín                            | Doña Lupe        |                    |
| 2013 | 1 para 1                             | Anciana          |                    |
| 2013 | De amores fugaces y pasiones eternas | Empleada         |                    |
| 2015 | Los Parecidos                        | Roberta          |                    |
| 2024 | Blink Twice (Parpadea dos veces)     | Mucama peligrosa | Debut en Hollywood |